# Jiangsu Yueda Kia Motors
Jiangsu Yueda Kia Motors Co., Ltd. — совместное предприятие Jiangsu Yueda Group и Kia Motors, расположенное в Яньчэне. Ранее компания была известна как Dongfeng Yueda Kia Motor Co., Ltd., пока Dongfeng Motor Corporation не вышла из совместного предприятия в 2021 году.

## История
В ноябре 2001 года Kia Motors подписала соглашение с Jiangsu Yueda Group и Dongfeng Motor Corporation о создании совместного предприятия в Китае. Kia получила 50% акций, Yueda – 25%, а Dongfeng – 25% в новом предприятии, которое было названо Dongfeng Yueda Kia (DYK) Motor Co., Ltd.. Совместное предприятие официально зарегистрировали 28 августа 2002 года. Производственные мощности начали работу в 2002 году с первоначальной мощностью 50 000 автомобилей в год.
В августе 2003 года Kia объявила о расширении первоначального проекта завода в Яньчэне: объем инвестиций увеличился до 600 миллионов долларов США, а запланированная мощность — до 400 000 автомобилей в год. Запуск производства был намечен на 2005 год.
В 2004 году на заводе начали выпуск Kia Carnival. В том же году Dongfeng Yueda Kia вошла в 12 крупнейших автопроизводителей Китая, заняв 2,5% рынка. К 2006 году производство на первом заводе было реорганизовано для выпуска Kia Rio, а второй завод начал выпуск Kia Cerato.
В 2005 году Kia Motors инициировала строительство второго завода Dongfeng Yueda Kia в Китае. Согласно заявленным планам, предприятие площадью 1 485 000 м², расположенное в 3,5 км от первого завода, должно было быть завершено к концу 2007 года. В 2006 году Kia получила налоговые льготы и поддержку инфраструктуры от китайского правительства для строительства второго завода. В октябре 2007 года завод начал массовое производство, увеличив производственные мощности Kia в Китае на 300 000 автомобилей в год.
В 2011 году Dongfeng Yueda Kia объявила о строительстве третьего завода в Яньчэне. Строительство происходило с 2012 по 2014 год, и в результате годовая мощность предприятия составила 300 000 автомобилей.
В 2015 году Kia представила KX3, компактный кроссовер, ориентированный на китайский рынок. В 2016 году Kia запустила в Китае новую версию Kia K2, локализованную модель для китайских потребителей.
В 2017 году продажи Kia в Китае резко упали из-за дипломатического кризиса, связанного с размещением в Южной Корее американской системы противоракетной обороны THAAD (Terminal High Altitude Area Defense). Это вызвало негативную реакцию со стороны китайского правительства и бойкот южнокорейских товаров среди китайских потребителей. Усиление конкуренции со стороны местных китайских автопроизводителей также способствовало падению продаж Kia с 650 000 автомобилей в 2016 году до 360 000 в 2017 году.
В 2019 году Dongfeng Yueda Kia заключила соглашение с Human Horizons и Yueda Group о производстве электромобилей на заводе №1 в Яньчэне, модернизированном для этих целей. Массовый выпуск начался в 2021 году в рамках стратегии Kia по оптимизации загрузки мощностей и переходу к электромобилям.
В декабре 2021 года Dongfeng Motor продала свою 25%-ную долю в совместном предприятии компании Jiangsu Yueda за 297 млн CN¥. В сентябре 2022 года предприятие было переименовано в Jiangsu Yueda Kia Motors.
В 2024 году Jiangsu Yueda Kia Motors впервые за восемь лет вышла на прибыль, заработав 50,6 млрд вон ($35 млн). Kia экспортировала 140 724 автомобиля из Китая в 80 стран, что помогло стабилизировать финансовые показатели. В 2024 году Kia продолжила использовать завод в Яньчэне как глобальный экспортный центр. Основными рынками сбыта стали Ближний Восток, Азиатско-Тихоокеанский регион и Латинская Америка.

## Продажи
| Год  | Продано |
| ---- | ------- |
| 2003 | 51,000  |
| 2004 | 62,506  |
| 2007 | 101,000 |
| 2008 | 139,000 |
| 2009 | 241,000 |
| 2010 | 333,000 |
| 2011 | 433,000 |
| 2012 | 481,000 |
| 2023 | 144,002 |
| 2024 | 220,170 |

## Экология
Компания активно внедряет экологические инициативы. В 2022 году Kia объявила о плане достижения углеродной нейтральности к 2045 году, включающем сокращение выбросов на всех этапах производства и логистики. В 2023 году компания заявила о переходе на 100% возобновляемые источники энергии к 2040 году. Также Kia активно использует переработанные материалы, увеличивая их долю в производстве автомобилей, и участвует в проектах по утилизации промышленных отходов.

## Продукция
- Kia Carnival
- Kia Furuidi
- Kia K2
- Kia K3/K3 Plug-in Hybrid
- Kia K4
- Kia K5/K5 Hybrid
- Kia KX Cross
- Kia KX1/Stonic
- Kia KX3
- Kia KX3 Aopao
- Kia KX5
- Kia KX7
- Kia Pegas/Soluto
- Kia Sportage
- Kia Sportage R
- Kia EV6
- Kia EV5

## Галерея

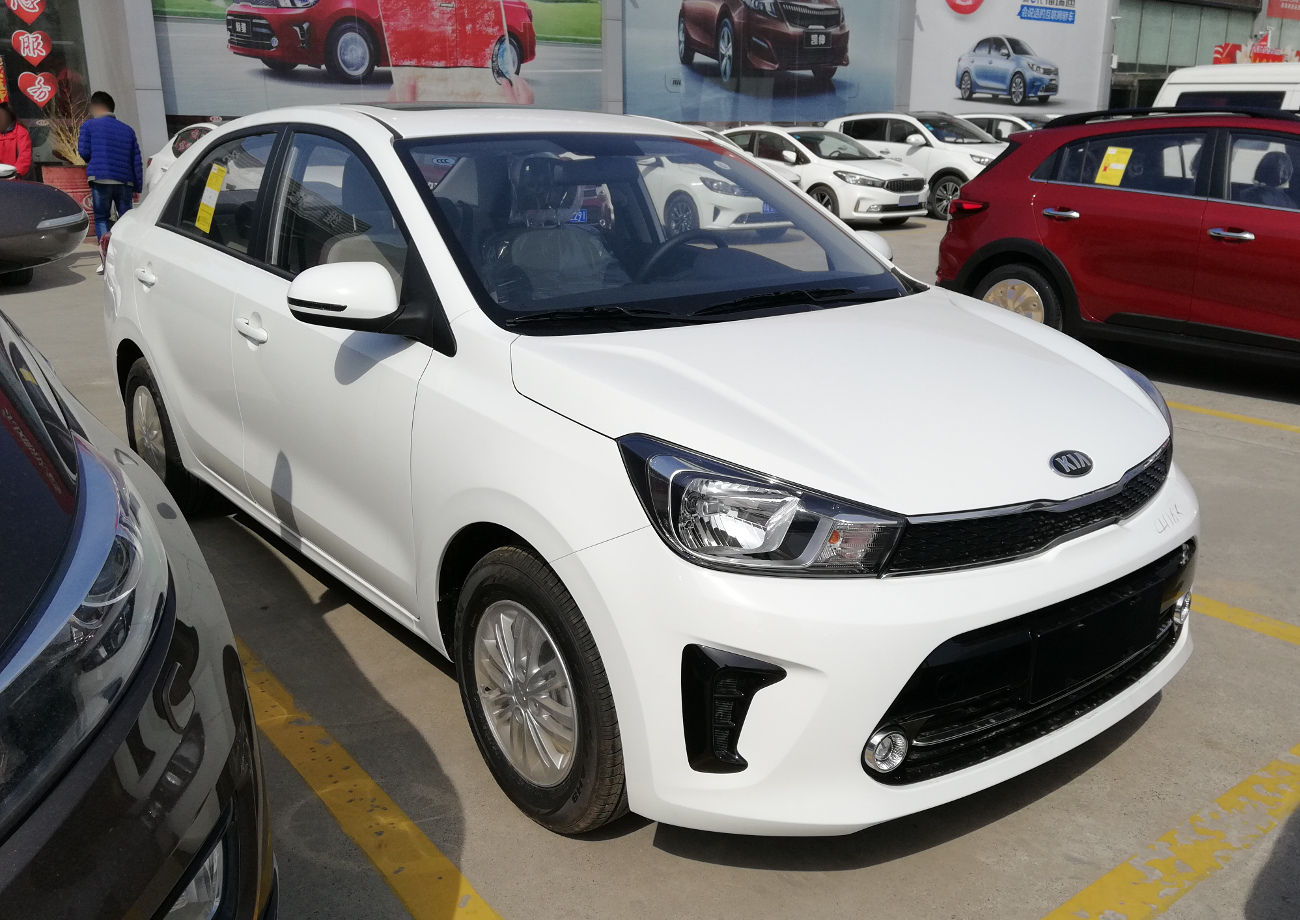
Kia Pegas
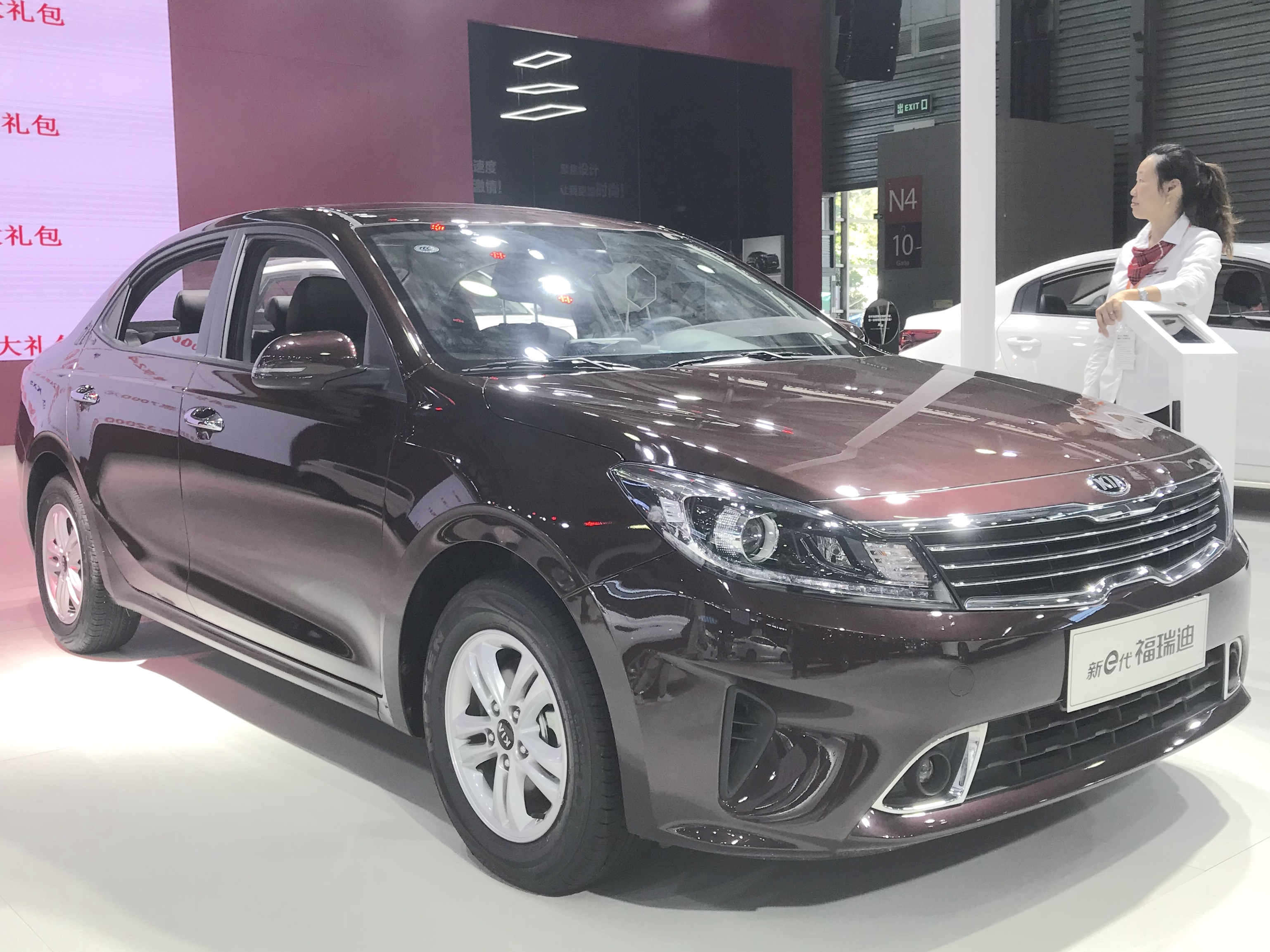
Kia Forte Furuidi
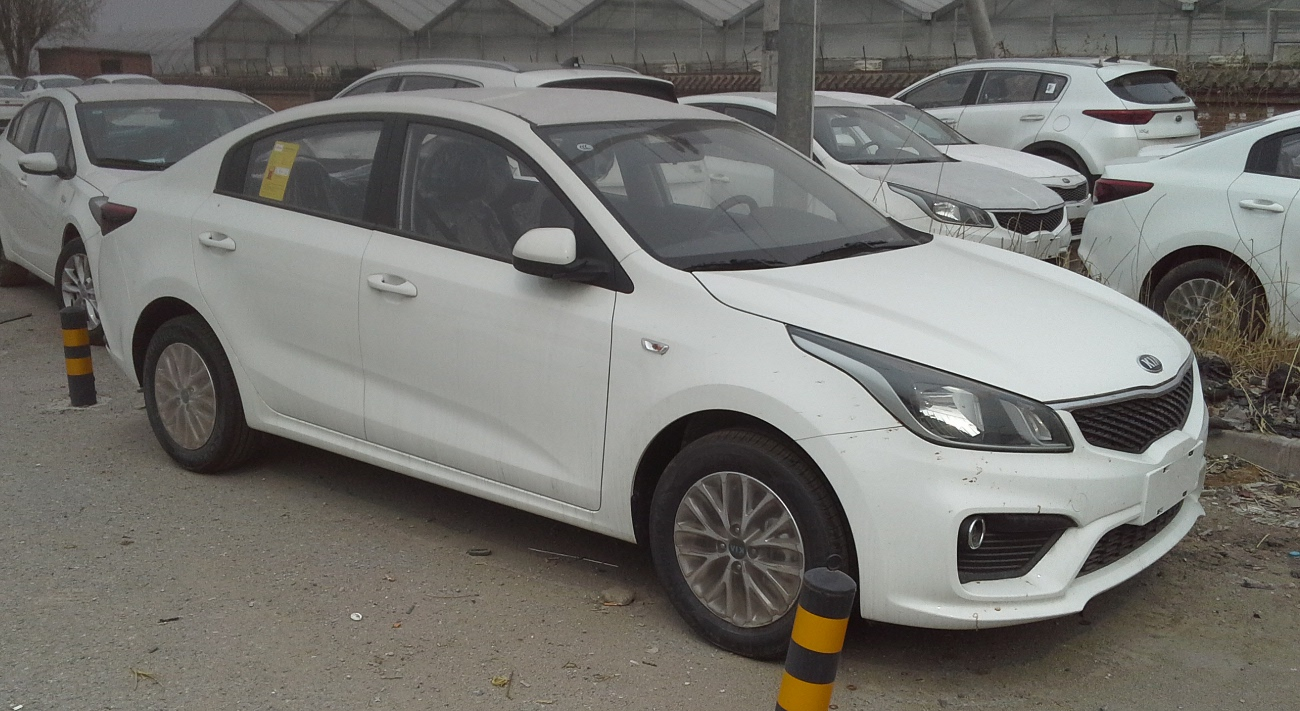
Kia K2
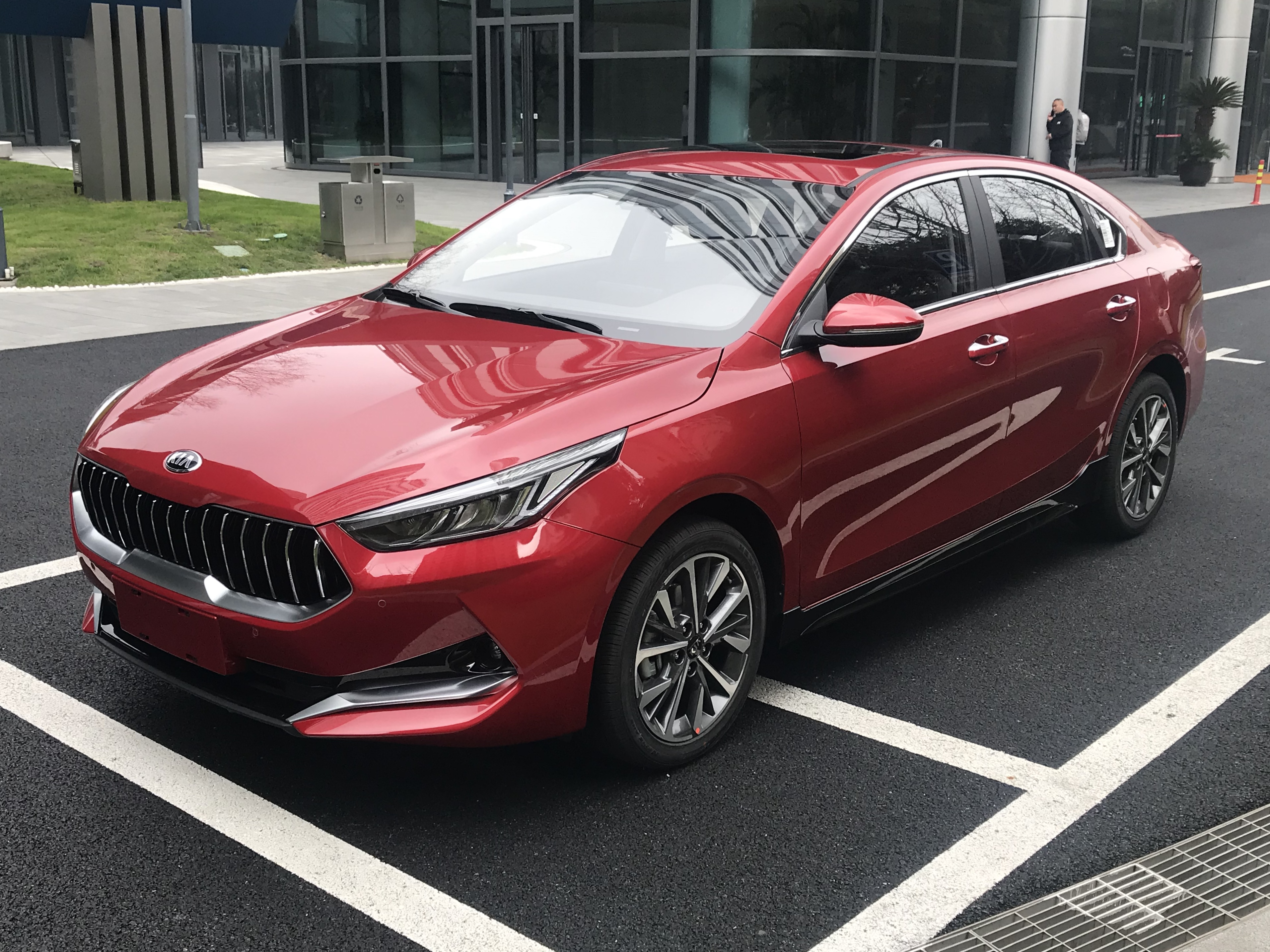
Kia K3
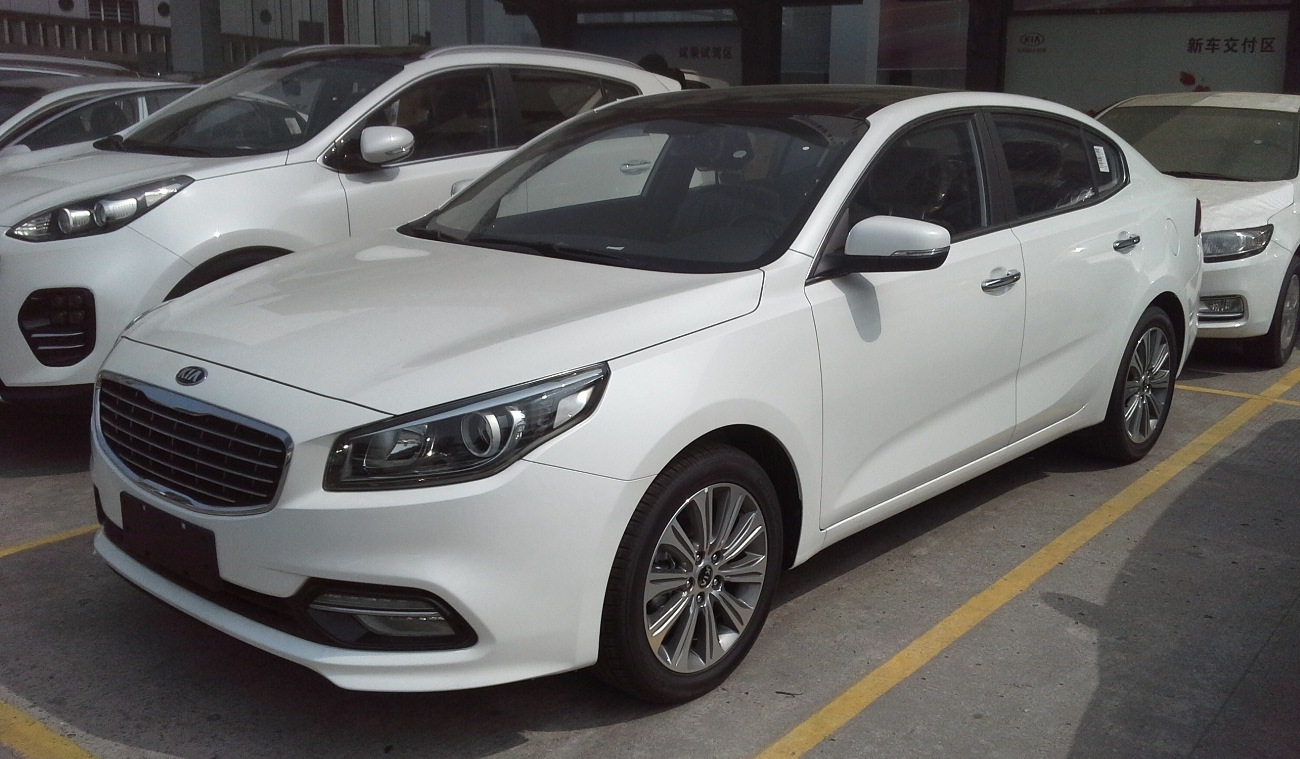
Kia K4
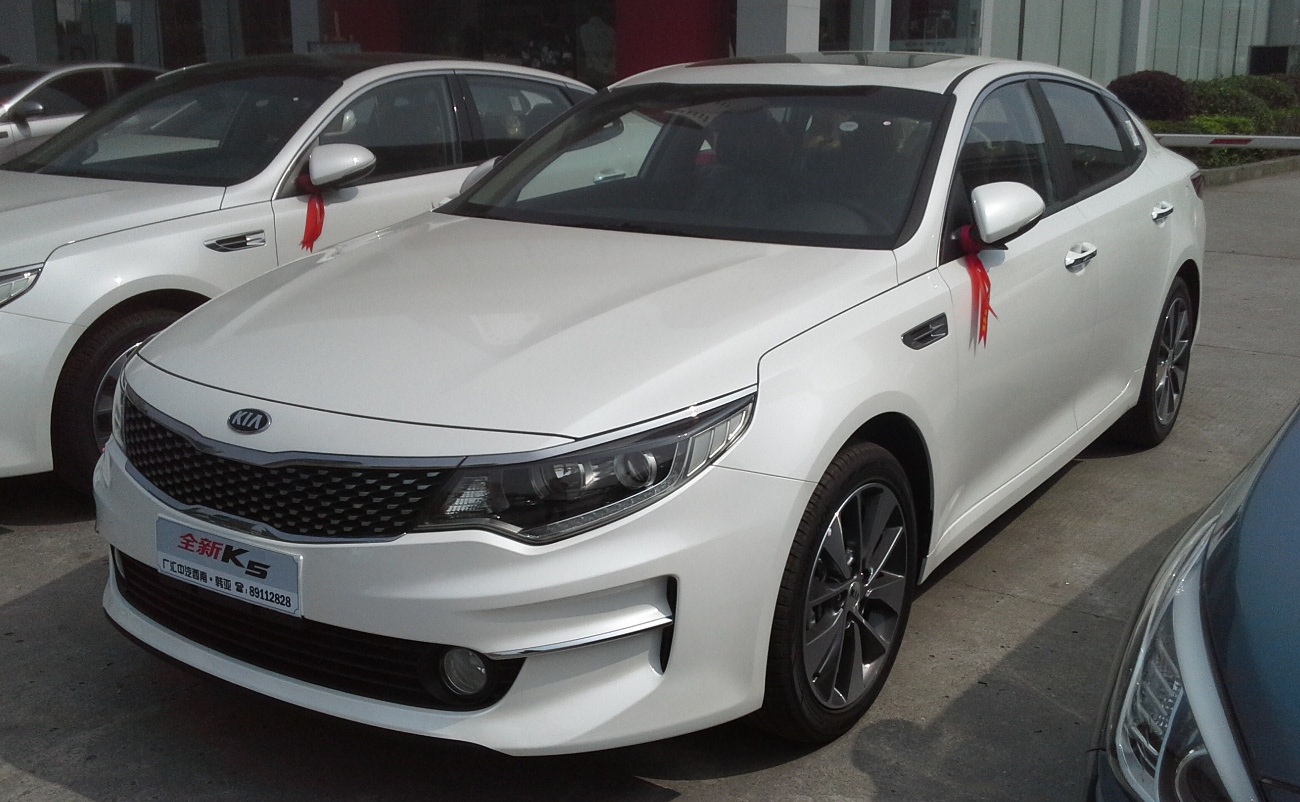
Kia K5
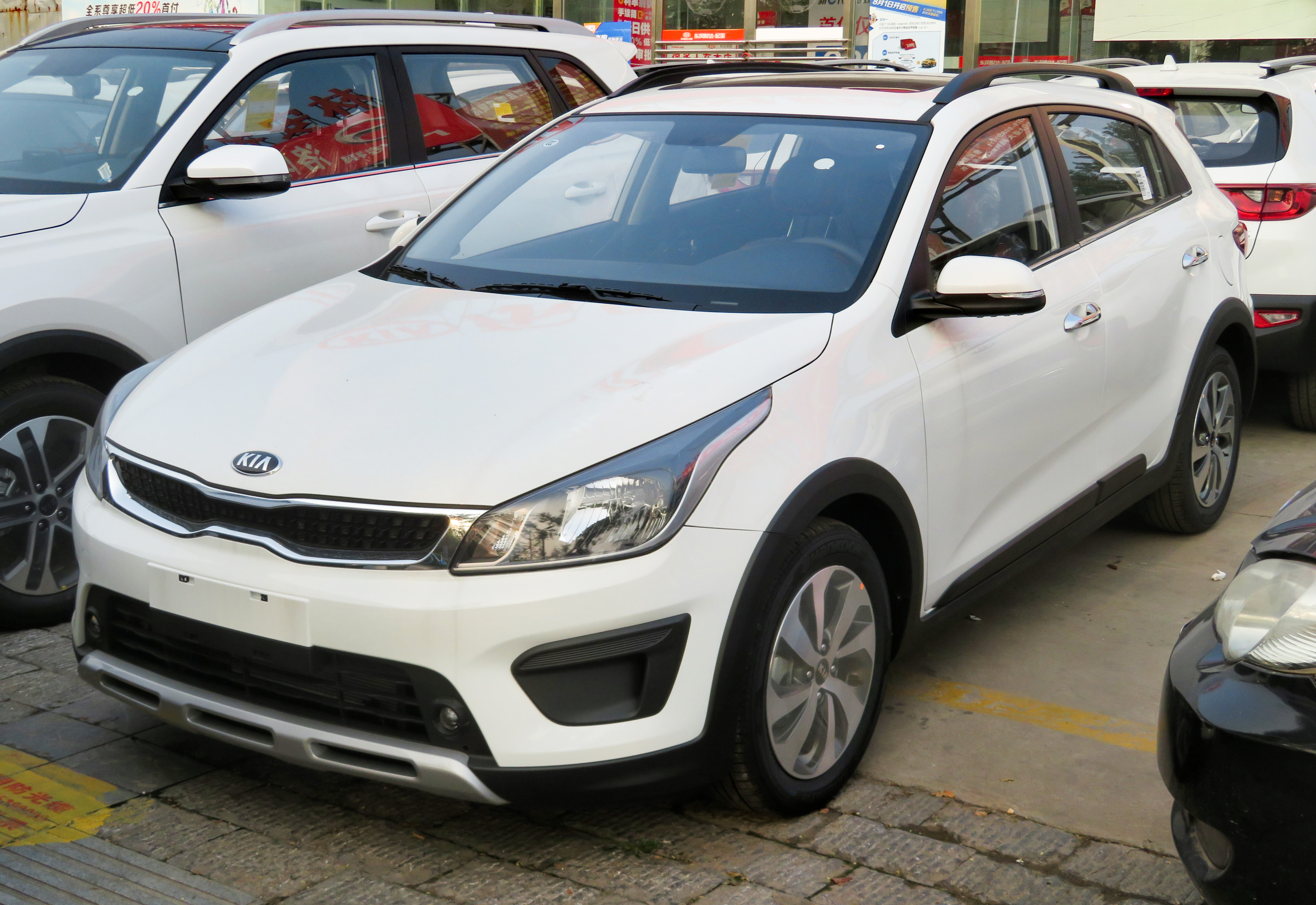
Kia KX Cross
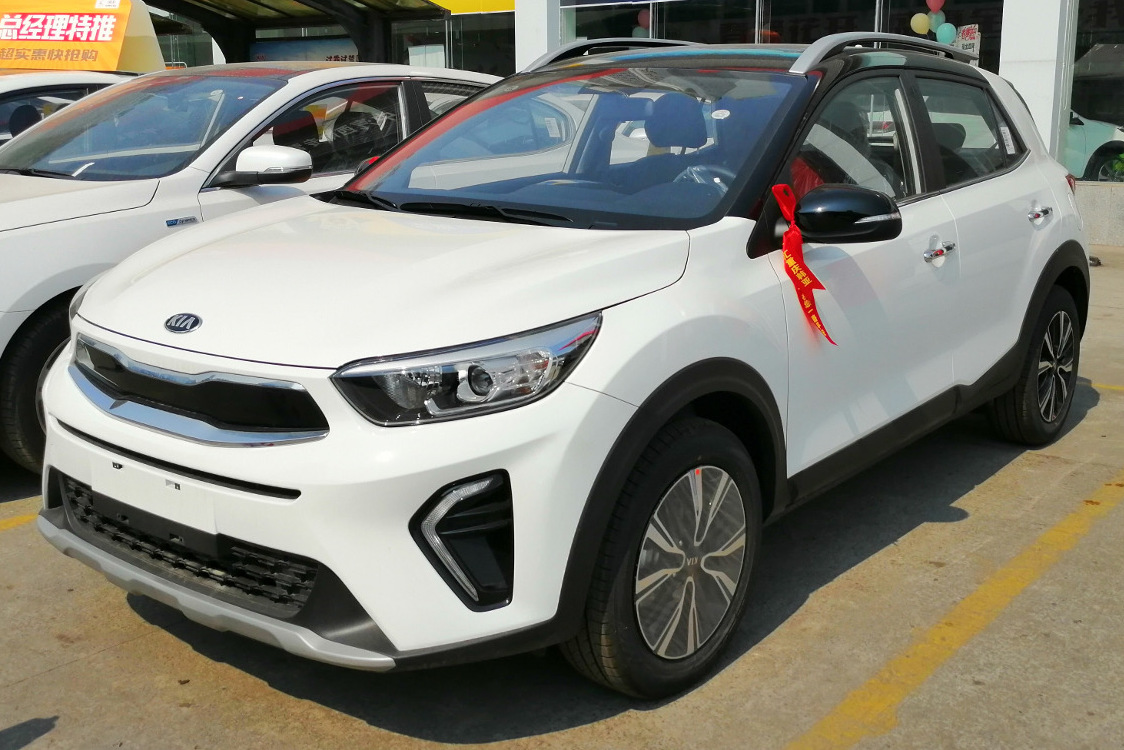
Kia KX1
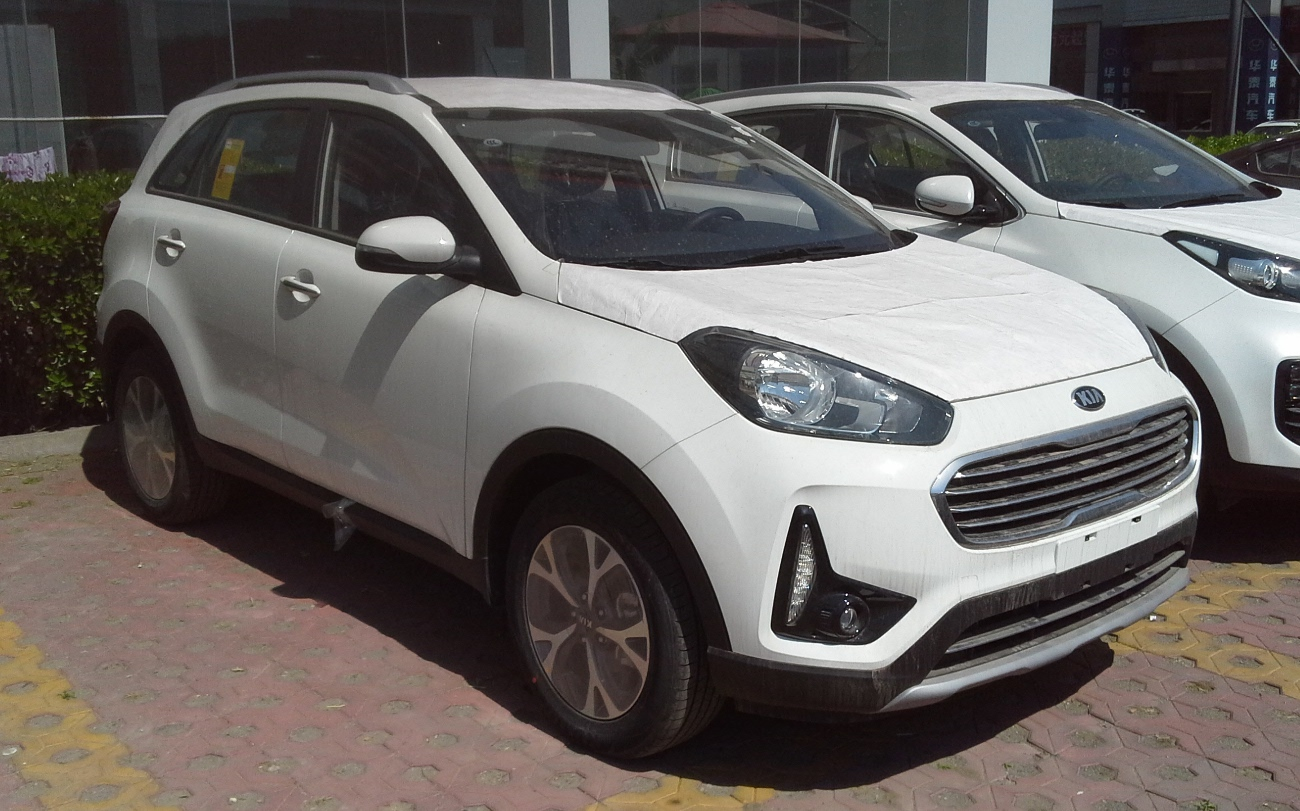
Kia KX3
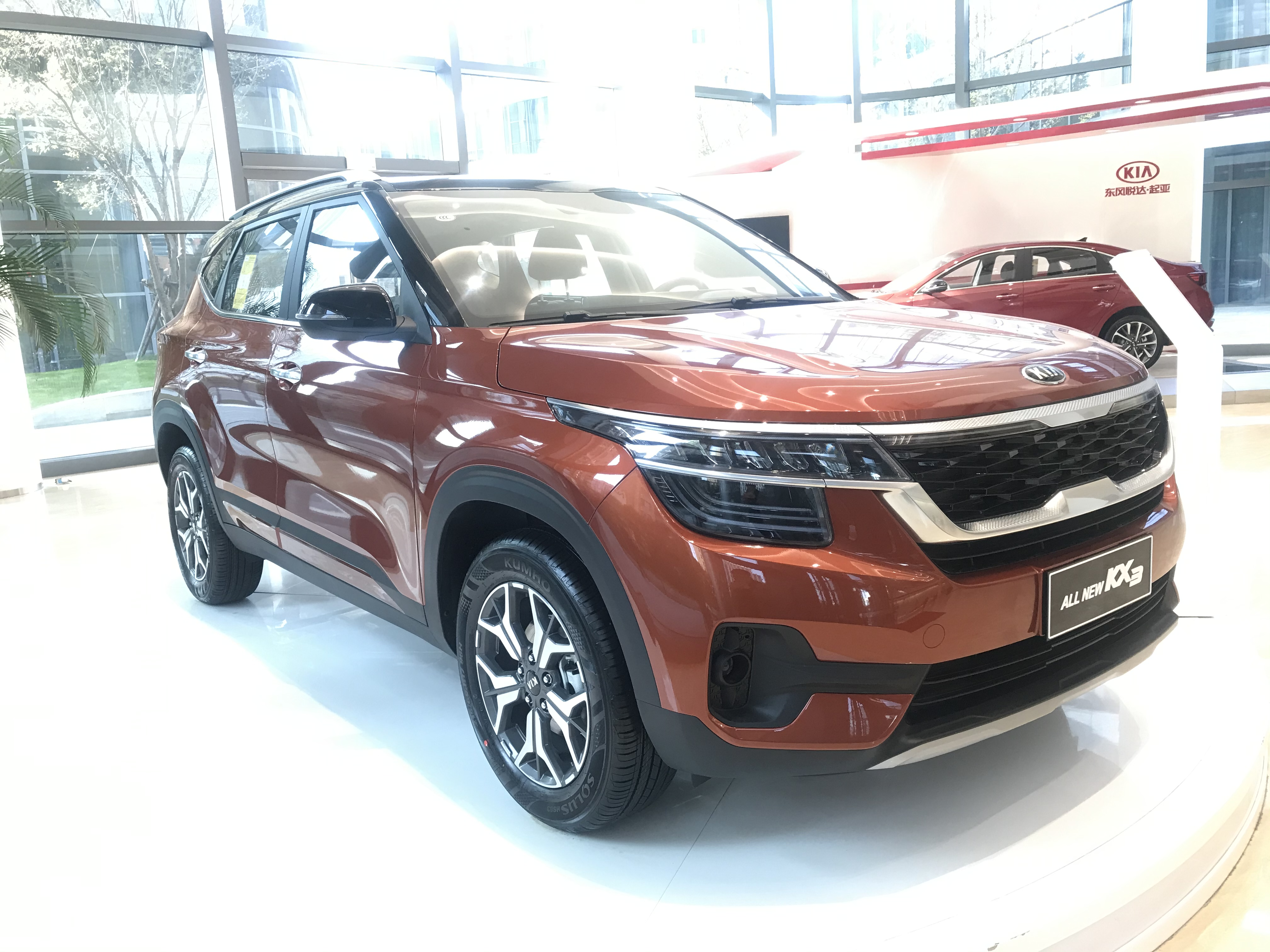
Kia KX3 Aopao
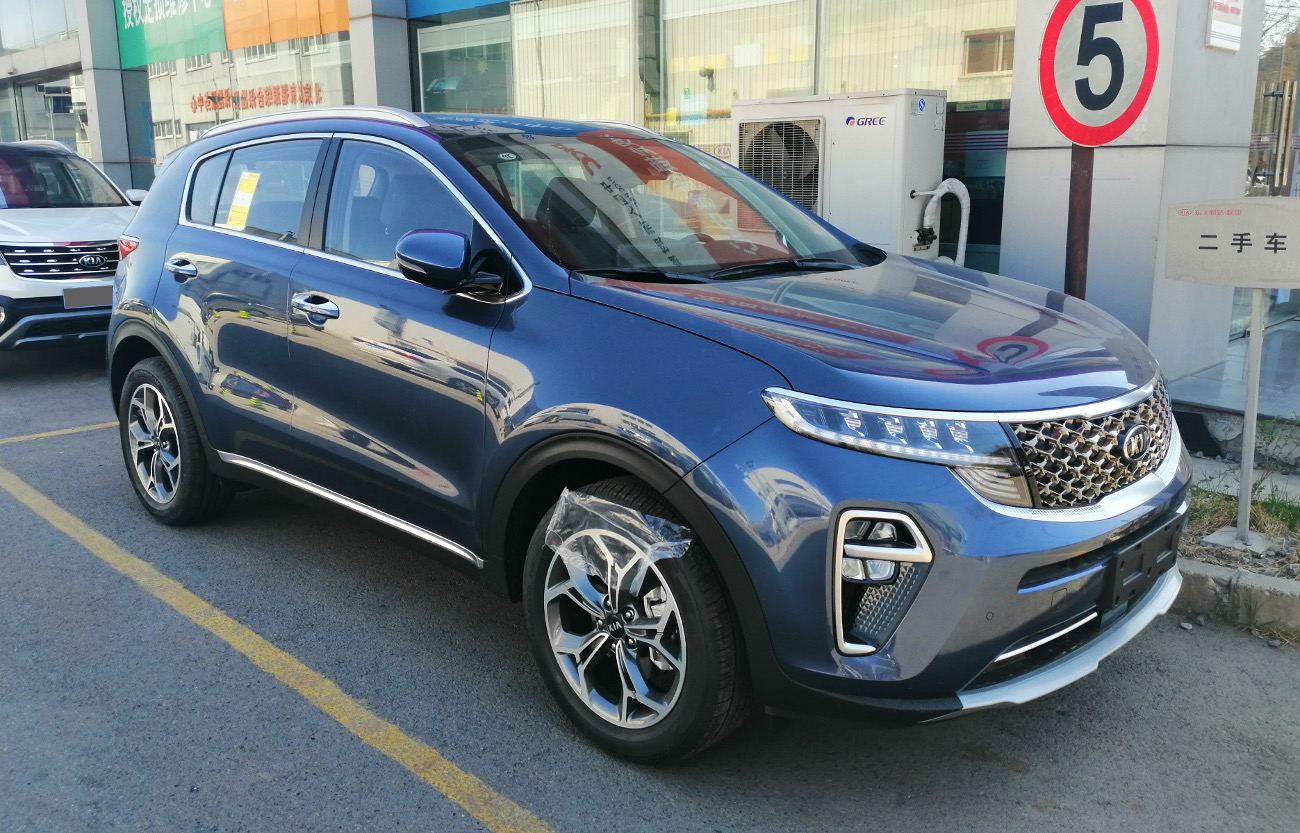
Kia KX5
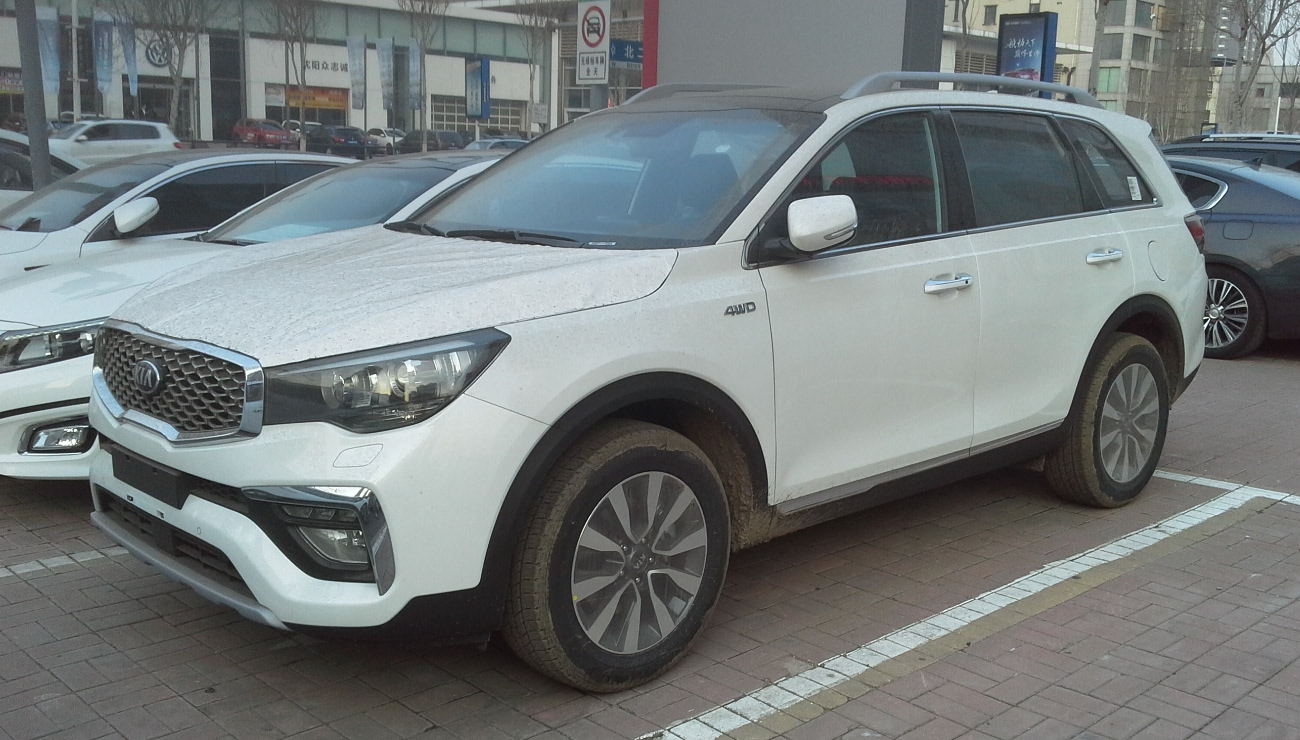
Kia KX7
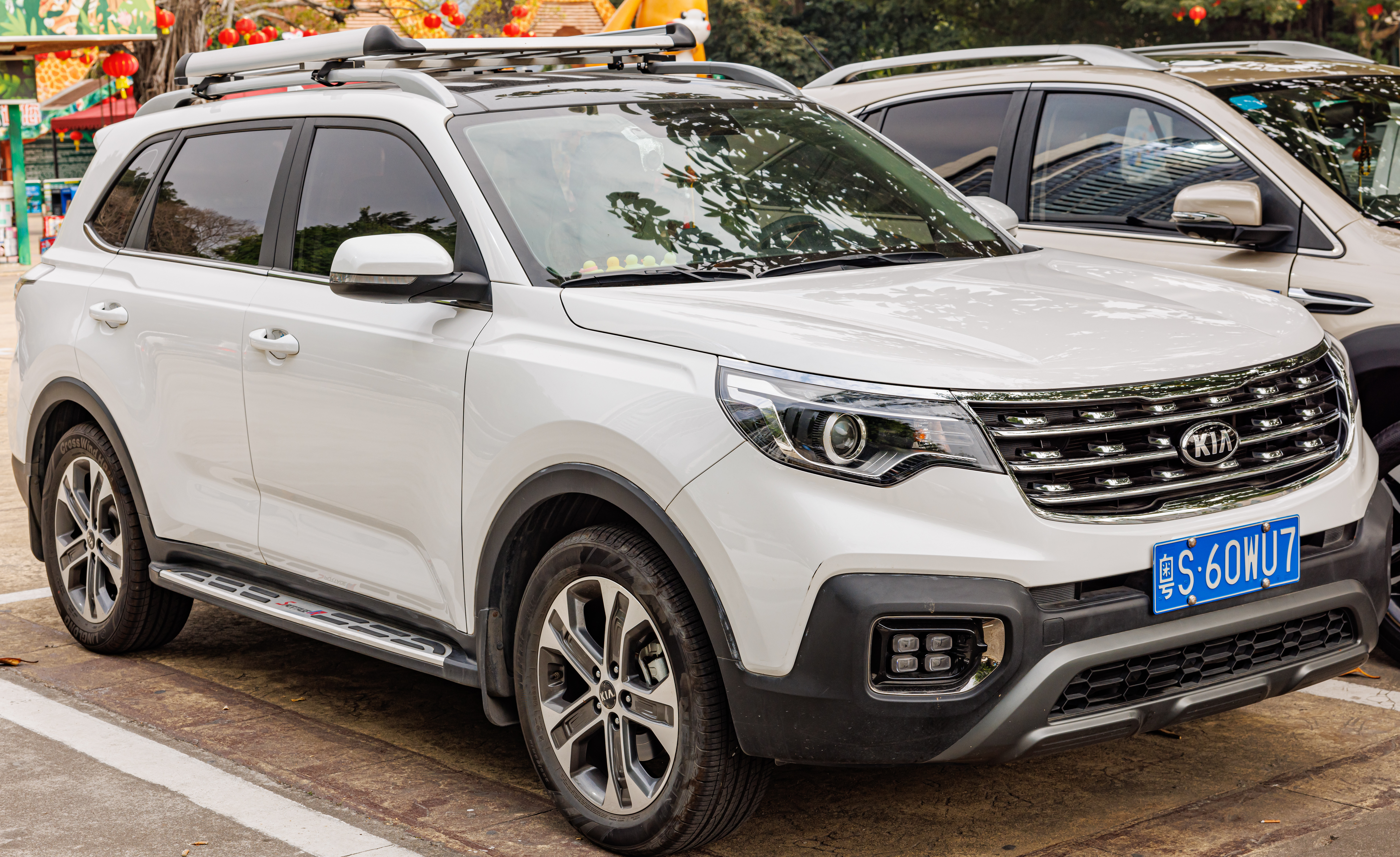
Kia Sportage
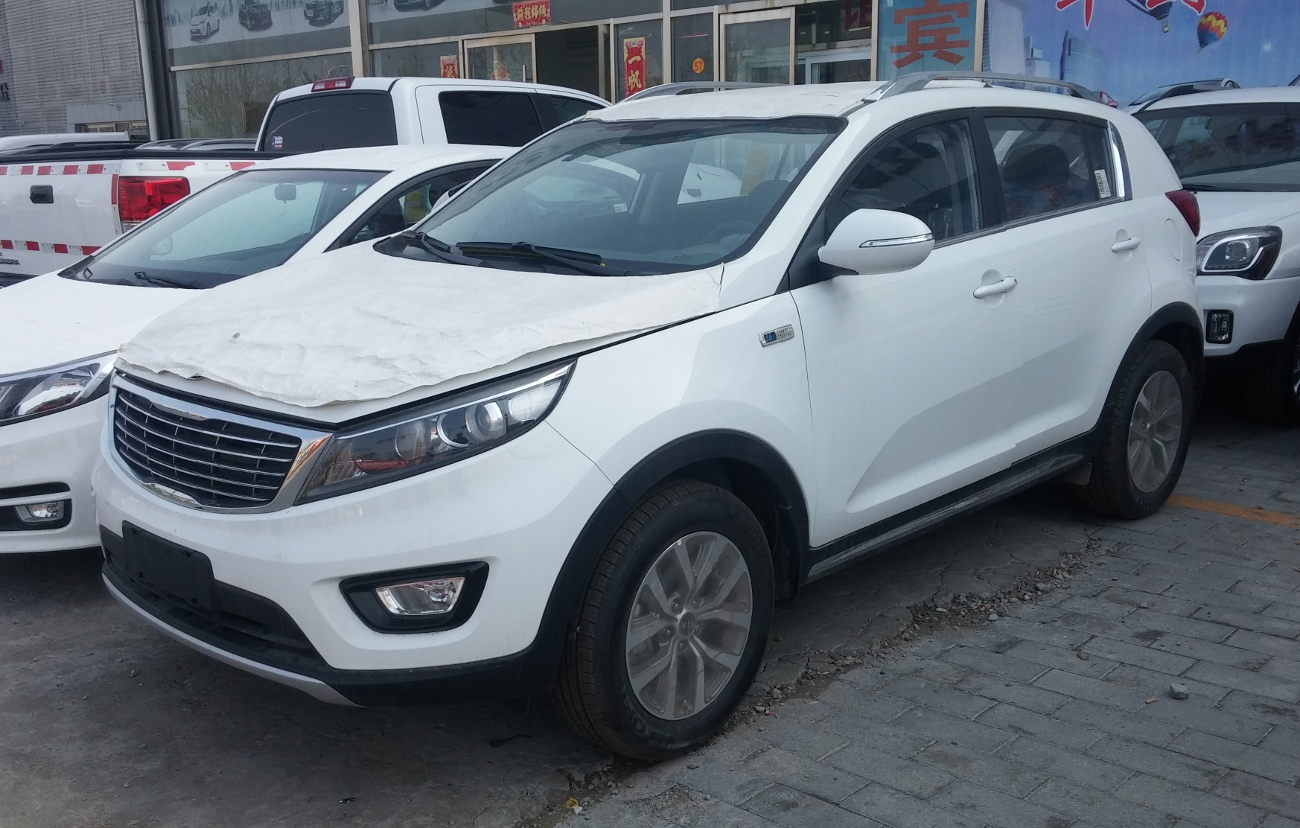
Kia Sportage R